# ウエスタングリップ
ウエスタングリップとは、ラケットを地面に置き、真上から握ったグリップである。アメリカの西部地区で流行したのがその名の由来とされる。
アメリカの西部は、カリフォルニア州を中心とする地域で、ハードコート（セメント）が主流であった。芝生に比べて球が高く跳ね上がる。その跳ね上がりに対応するため、ラケットの握り方も大幅に変更した。
一般にウエスタングリップは“厚いグリップ”、コンチネンタルは“薄いグリップ”という表現をする場合がある。
ウエスタングリップの方が高い打点のボールに力が入りやすく、またトップスピン回転のかけ易い握りとなる。逆に言うと低い打点のボールに対する処理が難しく、またスライス回転がかけ難い。

## 参考資料
- 小林公子著『フォレストヒルズを翔けた男－テニスの風雲児・原田武一物語－』（朝日新聞社、ISBN 4022574992、2000年） 13-14頁